# José Vidal

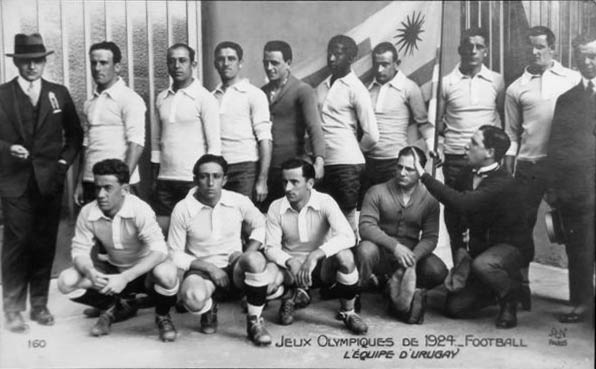
Time de futebol nacional do Uruguai em 1924

José Vidal (Montevidéu, 15 de dezembro de 1896 - 3 de julho de 1974) foi um futebolista uruguaio, campeão olímpico. 

## Carreira
José Vidal fez parte da chamada Celeste Olímpica, conquistando, entre outros títulos, o campeonato olímpico em 1924.